# Albert Herring
Az Albert Herring Benjamin Britten egyik háromfelvonásos operája. Szövegkönyvét Eric John Crozier írta Guy de Maupassant Le Rosier de Madame Husson (Az erénydíj) című novellája alapján. Ősbemutatójára 1947. június 20-án került sor a glyndenbourne-i operaházban. Magyarországon 1960. október 23-án mutatták be először a Magyar Állami Operaházban.

## Szereplők
| Szereplő                               | Hangfekvés              |
| -------------------------------------- | ----------------------- |
| Lady Billows, idősebb dáma             | szoprán                 |
| Florence Pike, a házvezetőnője         | alt                     |
| Miss Wordsworth, tanítónő              | szoprán                 |
| Mr. Gedge, plébános                    | bariton                 |
| Mr. Upfold, Loxford polgármestere      | tenor                   |
| Mr. Budd, rendőrfőnök                  | basszus                 |
| Mrs. Herring, a fűszerbolt tulajdonosa | mezzoszoprán            |
| Albert, a fia                          | tenor                   |
| Sid, a hentes segédje                  | bariton                 |
| Nancy, eladó a péküzletben             | mezzoszoprán            |
| Emmy, Cis és Harry, gyerekek           | szoprán (gyermekhangok) |

## Cselekménye
- Helyszín: Loxfold, Kelet-Suffolk grófság
- Idő: 1900 tavaszán

### Első felvonás
Lady Billows, az erkölcsös idős hölgy kezdeményezésére minden május elsején megválasztanak egy erényes hajadont májuskirálynőnek. A kisváros elöljárói, a polgármester, a plébános, a rendőrfőnök és a tanítónő most is összejönnek a lady lakásán, hogy kiválasszák a győztest – aki egyszersmind átveheti a lady által felajánlott 25 fontot is –, ám ezúttal minden számításba jövő jelölt múltjában találnak valamilyen kifogásolható esetet. Nagy segítségükre van ebben Florence Pike, a lady házvezetőnője, minden pletykák ismerője. Már-már megdőlni látszik a hagyomány, amikor mentőötletként kitalálják, hogy válasszanak ezúttal májuskirályt, mert arra van alkalmas személy: Albert Herring, a fűszerbolt tulajdonosnőjének a fia, aki nem lángelme ugyan, de az erkölcseit illetően nem érheti kifogás. A bizottságnak tetszik az ötlet és elfogadják. Elmennek a fűszerboltba, hogy személyesen tudassák a fiúval a tényeket. Albert hezitál, de amikor anyja meghallja a 25 font jutalmat, néhány pofon után nem ellenkezik tovább.

### Második felvonás
A plébánia kertjében gazdagon terített asztal várja az ünnepségre érkezőket. Barátai, Sid és Nancy, sajnálják a jobb sorsra érdemes Albertet és elhatározzák, hogy megmentik zsarnok anyja nyomása alól. Sid egy óvatlan pillanatban rummal tölti föl a hagyományosan felkínált limonádét, amit a díj átvételére érkező Albert egy hajtásra ki is iszik. A fiú rózsás hangulatban tér haza, s amikor meglátja az ablakuk alatt önfeledten csókolózó Sidet és Nancyt, zsebében csörgetve a frissen átvett huszonöt fontot, maga is az éjszakai élet felfedezésére indul. Álmosan hazatérő anyja jóleső érzéssel gondol a szobájában hite szerint már rég nyugovóra tért kisfiára, nem is sejtve, hogy az éppen most kezdi meg új életét.

### Harmadik felvonás
Az anya csak másnap reggel veszi észre, hogy Albert szobája üres. Nancyt lelkiismeret furdalás gyötri. Közben emberek érkeznek és hírül adják, hogy Albertet baleset érte az országúton, beesett egy szekér alá. Halottnak hiszik Albertet, ám de a fiú hamarosan megérkezik, sárosan és csapzottan ugyan, de jókedvvel. Az erkölcsbizottság kérdőre vonja a makulátlannak hitt májuskirályt, aki bevall mindent amit az éjszaka tett és ami természetesen a bizottság nézeteit sérti. A felháborodott bizottságot végül elküldi és barátaival együtt tovább ünnepli felszabadulását.

## Diszkográfia
- Christopher Gillett (Albert Herring), Dame Josephine Barstow (Lady Billows), Gerald Finley (Sid), Ann Taylor (Nancy), Della Jones (Mrs Herring), Susan Gritton (Miss Wordsworth) stb.; Northern Sinfonia, vez. Steuart Bedford (1996) Naxos 8.660107–08